# Jonny Hector
Jonny Hector (* 13. Februar 1964 in Malmö) ist ein schwedischer Schachspieler.

## Leben
Das Schachspielen lernte er erst im Alter von 14 Jahren. Er ist mit einer Dänin verheiratet und wohnt in Kopenhagen. Er hat ein Kind (* 2004). 1991 und 1997 wurde er mit dem Schackgideon ausgezeichnet, einem einmal im Jahr vergebenen Preis des Schwedischen Schachbundes, der nach Gideon Ståhlberg benannt ist.

## Nahschach

### Einzelerfolge

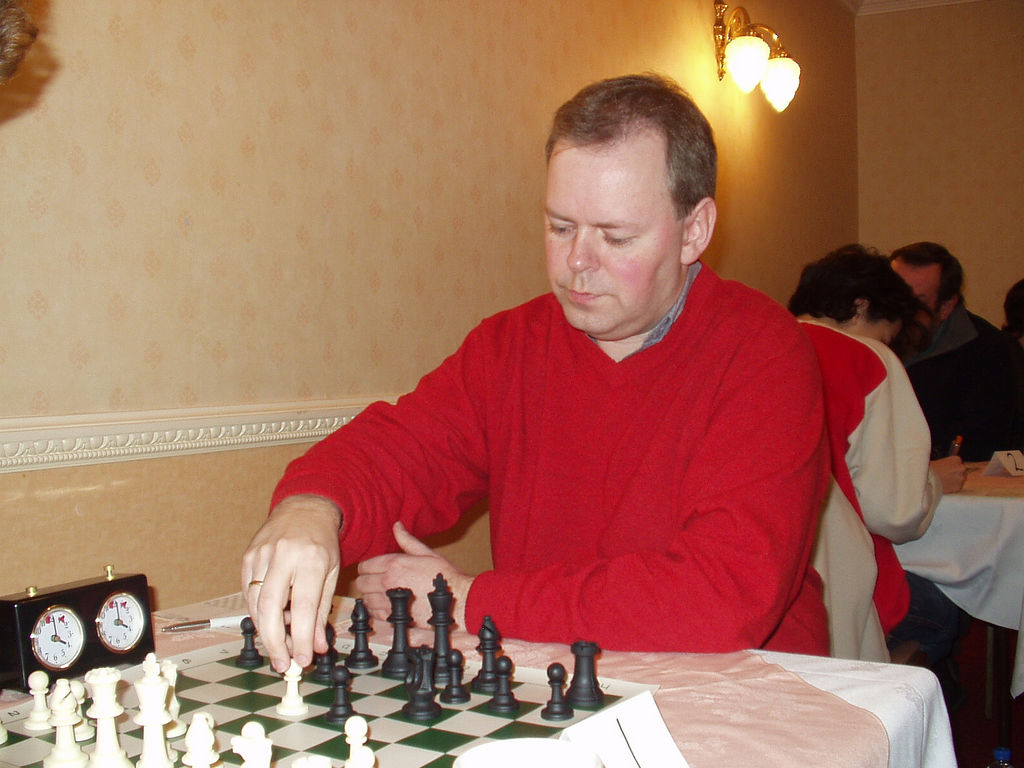
Jonny Hector beim Jersey Festival Open in Saint Helier, Februar 2005

1984 wurde er in Stockholm Schwedischer Schnellschachmeister. 1989 gewann er mit 1,5 Punkten Vorsprung vor Igor Rausis und Heikki Westerinen das Internationale Turnier in Gausdal. Beim Rilton Cup in Stockholm konnte er nie gewinnen, erzielte aber mehrfach gute Platzierungen: 1989/90 5. Platz, 1990/91 3. Platz, 1992/93 2. Platz, 1993/94 2. Platz und 2000/01 8. Platz. Beim 2. Internationalen Turnier des Schachvereins Hellir Reykjavík 1997 in Reykjavík wurde er punktgleich hinter Ludger Keitlinghaus und Jörg Hickl Dritter. 1998 teilte er sich in Oxford beim 1st Oxford International, einem Kategorie 9-Turnier, den Sieg mit Julian Hodgson, noch vor John Nunn und Emil Sutovsky. In Gausdal gewann er in diesem Jahr das 3. Arnold J. Eikrem-Memorial mit 7,5 aus 9 und großem Vorsprung. Im selben Jahr gewann er punktgleich mit Jonathan Speelman das Roskilde-Open. Im Jahr 2000 gewann er gemeinsam mit Boris Gulko und Lars Bo Hansen das Copenhagen Open in Kopenhagen. Die Internationale Hamburger Meisterschaft konnte er 2001 und 2002 gewinnen, jeweils mit 8 aus 9, 2001 mit anderthalb und 2002 mit zwei Punkten Vorsprung und einer Elo-Leistung von 2809. 2001 gewann er das soLett-Open in Skellefteå, ein neunrundiges Turnier nach Schweizer System. Die Schwedische Einzelmeisterschaft gewann er in einem Kategorie 9-Turnier 2002 vor Evgeny Agrest in Skara. 2004 gewann er das Jubiläumsturnier zum hundertjährigen Bestehen des Kopenhagener Schachvereins AS 04. Bei der Schwedischen Meisterschaft 2006 in Göteborg wurde er hinter Johan Hellsten und Emanuel Berg Dritter. Im selben Jahr wurde er Dritter beim Politiken Cup in Taastrup, punktgleich hinter Wadym Malachatko und Nigel Short und gewann das LGA-Open in Nürnberg vor Alexander Graf und Daniel Fridman. 2008 wurde er zum dritten Mal geteilter Erster beim Politiken Cup, auch als Copenhagen Open bezeichnet, der diesmal in Helsingør stattfand. 2010 gewann er das GM-Turnier zum 75. Jubiläum des Vereins BSF in Kopenhagen-Brønshøj. Im Juli 2022 gewann Hector in Uppsala erneut die schwedische Einzelmeisterschaft.

### Nationalmannschaft
Mit der schwedischen Nationalmannschaft nahm er an vier Schacholympiaden teil, 1988 in Thessaloniki am 2. Reservebrett, 1992 in Manila am dritten Brett, 2000 in Istanbul am dritten Brett (mit einer Elo-Leistung von 2634) und 2002 in Bled am dritten Brett. Er holte bei Schacholympiaden insgesamt 25,5 Punkte aus 42 Partien (+17 =17 −8, 60,7 Prozent). Er spielte auch bei vier Mannschaftseuropameisterschaften. 1989 in Haifa hatte er das beste Ergebnis aller Spieler am vierten Brett mit 6 Punkten aus 8 Partien (Elo-Leistung 2614), 2001 in León spielte er ebenfalls am vierten Brett, 2003 in Plowdiw am zweiten Brett und 2005 in Göteborg am ersten Reservebrett. Bei Mannschaftseuropameisterschaften liegt seine Gesamtbilanz bei 15,5 aus 29 (+12 =7 −10, 53,4 Prozent).

### Vereinsmannschaften
Von 1994 bis zur Beendigung des Engagements des Vereinssponsors nach der Saison 2002/03 spielte er in Deutschland beim Lübecker SV. In dieser Zeit gewann er zwischen 2001 und 2003 dreimal hintereinander die deutsche Mannschaftsmeisterschaft. Seit der Saison 2005/06 spielte er beim SK Turm Emsdetten, inzwischen für die SG Turm Kiel beziehungsweise den Nachfolger SK Doppelbauer Kiel. In der schwedischen Elitserien spielt er am Spitzenbrett des Malmöer Schachvereins Limhamns SK, mit dem er in der Saison 2012/13 die Mannschaftsmeisterschaft gewann, in den 1980er- und 1990er-Jahren spielte er für den Malmöer Schachverein Kirsebergs SK. In der dänischen 1. Liga spielt er für den Græsteder Skakklubb Nordkalotten. Auch in der isländischen Mannschaftsmeisterschaft hat er schon gespielt, zuletzt in der Saison 2001/02. In der spanischen Mannschaftsmeisterschaft spielte Hector 1988 und 1990 für RC Labradores Sevilla, 2003 für den CA Alzira.

### Spielstil und Rating
Jonny Hector ist für interessante Eröffnungen bekannt. Sein Spielstil ist aggressiv mit tiefer Kenntnis von wenig bekannten Gambitabspielen. So setzt er gerne das Göring-Gambit, das Schara-Hennig-Gambit, die Desprez-Eröffnung, die Breyer-Variante in der Wiener Partie, die Sleipner-Eröffnung, Sizilianisch in der Paulsen-Variante und die Neo-Archangelsk-Variante der Spanischen Verteidigung ein.
1987 wurde er Internationaler Meister, seit 1991 ist er Großmeister. Mit seiner höchsten Elo-Zahl von 2609 im Mai 2010 lag er hinter Emanuel Berg auf dem zweiten Platz der schwedischen Elo-Rangliste.

## Fernschach
Im Fernschach beträgt seine aktuelle Elo-Zahl 2616 (Stand: 22. März 2009), womit er auf dem geteilten 48. Platz der Fernschach-Weltrangliste liegt. Zuletzt für die schwedische Nationalmannschaft spielte er im Jahre 2003 Fernschach, und zwar in einem Länderspiel gegen Deutschland. Sein Gegner war Stephan Busemann. Hector trägt den Titel eines Großmeisters im Fernschach.